# Rana pirica
Espèce
Statut de conservation UICN

 LC  : Préoccupation mineure
Rana pirica est une espèce d'amphibiens de la famille des Ranidae.

## Répartition
Cette espèce se rencontre du niveau de la mer jusqu'à 2 000 m d'altitude, :
- au Japon sur l'île d'Hokkaidō, de Rishiri et de Rebun ;
- en Russie sur l'île de Sakhaline et dans le sud des îles Kouriles dans les îles Itouroup, Kounachir, Chikotan et Habomai.

## Description
Rana pirica mesure de 45 à 55 mm pour le mâle et de 54 à 72 mm pour la femelle. Sa coloration est brun-rougeâtre, sa gorge et sa face ventrale sont blanchâtres avec de petites marques grisâtres. L'intérieur des membres est jaune-orangé.

## Hybridation
Rana pirica a parfois été confondue avec Rana temporaria, Rana chensinensis ou Rana dybowskii. De fait elle peut s'hybrider avec ces trois autres espèces mais les hybrides obtenus ne sont pas viables ou sont stériles ce qui montre bien qu'il s'agit d'une espèce à part entière.

## Publication originale
- Matsui, 1991 : Original description of the brown frog from Hokkaido, Japan (genus Rana). Japanese Journal of Herpetology, vol. 14, p. 63-78.